# Aysha subruba
Aysha subruba là một loài nhện trong họ Anyphaenidae.
Loài này thuộc chi Aysha. Aysha subruba được Eugen von Keyserling miêu tả năm 1891.